# Lijst van vliegvelden in Sao Tomé en Principe
Dit is een lijst van vliegvelden in Sao Tomé en Principe.

## Lijst
| Plaats       | Deelgebied | ICAO | IATA | Naam vliegveld                     | Coördinaten                  |
| ------------ | ---------- | ---- | ---- | ---------------------------------- | ---------------------------- |
| Porto Alegre | Sao Tomé   | FPPA | PGP  | Vliegveld Porto Alegre             | 0° 2′ 0″ NB, 6° 31′ 0″ OL    |
| San Antonio  | Principe   | FPPR | PCP  | Vliegveld Principe                 | 1° 39′ 46″ NB, 7° 24′ 42″ OL |
| Sao Tomé     | Sao Tomé   | FPST | TMS  | Luchthaven São Tomé Internationaal | 0° 22′ 41″ NB, 6° 42′ 44″ OL |